# Zoopsis macrophylla
Zoopsis macrophylla là một loài Rêu trong họ Lepidoziaceae. Loài này được R.M. Schust. mô tả khoa học đầu tiên năm 1999.